# Metilchetoni
In chimica organica con il termine metilchetoni si intende in generale una classe di composti organici che presentano il gruppo funzionale carbonile (C=O) in posizione 2 sulla catena di atomi di carbonio (secondo la convenzione di nomenclatura che prevede una collocazione dell'atomo di carbonio del gruppo carbonile C=O sulla catena principale, con la numerazione più bassa possibile).
Con il termine metilchetone si indica anche un particolare composto della classe dei metilchetoni, chiamato anche metiletilchetone o MEK.

## Esempi di metilchetoni
- L'acetone (detto anche "propanone" o "dimetilchetone") fa parte della classe dei metilchetoni:[1] infatti la molecola di acetone è composta da un gruppo carbonile unito a due gruppi metilici.
- Un altro esempio è l'etil-metilchetone (o MEK), in cui un carbonile è unito a un gruppo metilico e ad un gruppo etilico.[1]
- Il metil isobutil chetone (o MIBK) viene impiegato come solvente durante le lavorazioni del legno.[2]
- Il metilvinilchetone (o MVK).
- Il metilisopropilchetone.
- Il 1,1,2,3,3,6-esametilindan-5-il metilchetone (o "acetil-esametil indano") viene utilizzato come coprente nell'ambito della cosmesi[3]
- Il naftilmetilchetone è impiegato come aromatizzante nelle caramelle.[4]

I metilchetoni possono essere dei "chetoni simmetrici" (come l'acetone) o dei "chetoni asimmetrici" (come l'etil-metilchetone).

## Impieghi
Uno degli impieghi dei metilchetoni è la sintesi di acido benzoico tramite la cosiddetta "reazione aloformio" . Sono impiegati anche nel "saggio dello iodoformio".

## I metilchetoni in cucina
I metilchetoni sono presenti in basse concentrazioni nel burro fresco.
Inoltre i metilchetoni sono in parte responsabili del gusto del formaggio.

## Frasi R
I metilchetoni presentano i seguenti rischi:
- R11 - Facilmente infiammabile.
- R36 - Irritante per gli occhi.
- R66 - L'esposizione ripetuta può provocare secchezza e screpolatura della pelle.
- R67 - L'inalazione dei vapori può provocare sonnolenza e vertigini.

## Frasi S
Ai metilchetoni sono associati i seguenti consigli di prudenza:
- S9 - Conservare il recipiente in luogo ben ventilato.
- S16 - Conservare lontano da fiamme o scintille - Non fumare.
- S26 - In caso di contatto con gli occhi, lavare immediatamente abbondantemente con acqua e consultare il medico.